# Maple (város, Wisconsin)
Maple város az USA Wisconsin államában, Douglas megyében. Lakosainak száma 700 fő (2020. április 1.).

## Népesség
A település népességének változása:
| Lakosok száma | 649  | 744  | 700  |
|               | 2000 | 2010 | 2020 |